# 橋本守容
橋本 守容(はしもと もりひろ, 1977年2月10日 - 2017年3月13日)は、日本のダーツプレイヤーである。

## スティール・ティップ・ダーツでの活躍

### ワールド・チャンピオンシップ
2010 PDC ワールド・ダーツ・チャンピオンシップより、日本人プレイヤーに与えられた1つの出場枠は、PDC CHALLENGE TOURNAMENTのチャンピオンが獲得できることとなった。
橋本はこのトーナメントに毎年参加し、計5回The Final出場を果たし、そのうち2回PDC ワールド・ダーツ・チャンピオンシップの出場権を獲得している。
The Finalでは、村松治樹の直接対決が4度あり、結果は2勝2敗となっている。
なお、橋本は、BDO ワールド・プロフェッショナル・ダーツ・チャンピオンシップスの本戦や予選に参加したことはない。

#### 2010
2009 PDC CHALLENGE TOURNAMENTでは、西日本予選を1位で通過したものの、The Finalの決勝において村松治樹に2-6 (レッグズ) で敗れてしまう。

#### 2011
2010 PDC CHALLENGE TOURNAMENTでは、The Finalの決勝戦において星野光正に6-0 (レッグズ) で完封勝ちし、2011 PDC ワールド・ダーツ・チャンピオンシップの出場権を得た。
この年は、The Finalの準々決勝において、村松治樹に5-3 (レッグズ) で勝利している。
このワールド・チャンピオンシップに登場して、瞬く間に彼は人気となり、プレイ中、橋本の入場曲に合わせて彼の名前を連呼するなど、会場は彼を応援し続けた。
結果、橋本は、ラウンド0は通過したものの、ラウンド1でゲイリー・アンダーソンに1レッグも取れずに完封負けする。
この後、彼がコメントする機会が設けられ、橋本は観客の応援に対する感謝の言葉を英語で述べた。

#### 2012
2011 PDC CHALLENGE TOURNAMENTでは、先に行われた西日本予選を通過したものの、The Finalの準決勝において、またもや村松に3-5 (レッグズ) で敗退してしまった。

#### 2013
2012 PDC CHALLENGE TOURNAMENTでは、後に行われた東日本予選を1位通過したものの、The Finalの準々決勝において、榎股慎吾に3-4(レッグズ) で敗退。

#### 戦績
| 年   | 先予選 | 先予選    | 後予選 | 後予選  | The Final |
| ---- | ------ | --------- | ------ | ------- | --------- |
| 2009 | 西     | 1位通過   | 東     | -       | 準優勝    |
| 2010 | 東     | 準々決勝  | 西     | 通過    | 優勝      |
| 2011 | 西     | 通過      | 東     | -       | 準決勝    |
| 2012 | 西     | ラウンド3 | 東     | 1位通過 | 準々決勝  |

| 年   | ラウンド | 結果      | 結果   | 対戦相手                        | 賞金    |
| 年   | ラウンド | スコア    | 平均値 | 対戦相手                        | 賞金    |
| ---- | -------- | --------- | ------ | ------------------------------- | ------- |
| 2011 | 0        | 4 – 2 (l) | 87.30  | マット・パジェット (83.10)      | ￡6,000 |
| 2011 | 1        | 0 – 3 (s) | 87.44  | ゲイリー・アンダーソン (103.26) | ￡6,000 |
| 2014 | 0        | 4 – 2 (l) | 84.26  | ポール・リム (75.26)            | ￡6,000 |
| 2014 | 1        | 1 – 3 (s) | 76.50  | マイケル・スミス (79.69)        | ￡6,000 |

#### その他のトーナメント

##### PDC
橋本は、2009年にラスベガス・デザート・クラシックの2日ある予選に2日とも参加した。
これは、予選を通過できなくとも、上位は賞金の出るトーナメントであったが、2日ともそこまでも勝ち残れず敗退している。
また、この予選の翌日に行われたラスベガス・プレイヤーズ・チャンピオンシップも、ラウンド1敗退であった。
2012年、村松治樹の2012 PDC ワールド・ダーツ・チャンピオンシップにおける功績により、2011 PDC ワールド・ダーツ・チャンピオンシップで活躍した橋本も2012 PDC ワールド・カップ・オブ・ダーツの日本代表として村松とともに選ばれた。
ラウンド1のスウェーデン戦において、180や177を筆頭にハイ・スコアを次々と出す村松とは異なり、橋本は不調でD12を決め同点に持ち込むなど活躍した場面もあったが、日本は2-5 (レッグズ) で敗退した。

#### 戦績
以下は、PDC ワールド・カップ・オブ・ダーツにおける橋本の戦績である。なお、Singlesの数字の後に*がついたものは橋本のペアによる試合であり、橋本自身の戦績ではない。
| 年   | ペア     | ラウンド | ラウンド   | 結果      | 結果   | 対戦国                                                     | 賞金      |
| 年   | ペア     | ラウンド | ラウンド   | スコア    | 平均値 | 対戦国                                                     | 賞金      |
| ---- | -------- | -------- | ---------- | --------- | ------ | ---------------------------------------------------------- | --------- |
| 2012 | 村松治樹 | 1        | 1          | 2 – 5 (l) | 79.88  | スウェーデン（マグナス・カリス, デニス・ニルソン） (89.47) | ￡2,000/2 |
| 2014 | 村松治樹 | 1        | 1          | 5 – 4 (l) | 77.33  | カナダ (ジョン・パート, ショーン・ナレイン) (78.57)        | ￡4,500/2 |
| 2014 | 村松治樹 | 2        | Singles 1* | 1 – 4 (l) | 78.53  | ミッキー・マンセル (83.60)                                 | ￡4,500/2 |
| 2014 | 村松治樹 | 2        | Singles 2  | 2 – 4 (l) | 79.58  | ブレンダン・ドーラン (90.49)                               | ￡4,500/2 |
| 2015 | 村松治樹 | 1        | 1          | 5 – 0 (l) | 82.58  | 中国 (ジュン・チェン, シュエジエ・ファン) (80.89)          | ￡7,000/2 |
| 2015 | 村松治樹 | 2        | Singles 1* | 0 – 4 (l) | 73.40  | フィル・テイラー (93.94)                                   | ￡7,000/2 |
| 2015 | 村松治樹 | 2        | Singles 2  | 1 – 4 (l) | 77.45  | エイドリアン・ルイス (89.39)                               | ￡7,000/2 |

##### WDF
2010年に行われたWDF アジア＝パシフィック・カップでは、決勝まで勝ち残っている。

## ソフト・ティップ・ダーツでの活躍

### 海外での活躍
2009年にBULLSHOOTER XXIIIがシカゴで開催され、橋本は日本代表として参加した。
この大会最終日に行われたPro Doubles Cricketでは、村松治樹とペアを組み、日本人男性プレイヤーで、初めての優勝を果たしている。
一方、ダーツライブが開催するTHE WORLDの初年度である2011年度ランキングに橋本の名前はなく、DARTSLIVE OFFICIAL PLAYERとなった2012年度もランキングに彼の名前はない。
2pt以上のプレイヤーは掲載されていることと、各STAGEに参加するごとに1pt付与されるシステムなので、一度のみ参加して上位入賞者ポイントがもらえるまで勝ち残れなかったという可能性も否定しきれないが、他の多くの日本人プレイヤーがランキングに名前があることも考慮すれば、日本のトップ・プレイヤーの1人である橋本がまだこのトーナメントに一度も参加していない可能性は高い。

### 日本での活躍

#### 2011まで
2011年まで橋本の主戦場はD-CROWNであった。
2011年、ダーツライブが開催するSUPER DARTSに招待され、決勝で村松を打ち破り、初参加にして優勝という快挙を果たす。
しかし、例年準決勝出場プレイヤー全員がDARTSLIVEプロになっているのにもかかわらず、この年の準決勝出場プレイヤーは橋本のみがDARTLIVEプロになっておらず、このような例は橋本ただ1人である。
また、橋本の空席による繰り上げなどはなく、2011年度のDARTSLIVEプロは3人になっている。
2011年12月18日、PERFECT VS D-CROWNの団体対抗戦が行われ、橋本は知野真澄、本庄富士雄、安食 賢一と共にD-CROWNの代表として参加している（結果は、PERFECT側の勝利）。

#### 2012
2012年からこの年より始まったJAPANに村松治樹、勝見翔らと同様、D-CROWNから移籍。
序盤こそ、橋本にしてはあまりふるわぬ戦績であったが、STAGE8の準決勝出場から、STAGE9、STAGE10の連続優勝など、上位で安定した活躍を見せている。
SUPER DARTSで優勝したにもかかわらず2011年度のDARTSLIVEプロにならなかった橋本だが、2012年6月に村松、勝見、江口祐司とともにDARTSLIVE OFFICIAL PLAYERとなった。

#### 戦績

##### D-CROWN
| 年   | SINGLES | SINGLES  | DOUBLES | DOUBLES  | TOTAL | TOTAL    |
| 年   | 順位    | ポイント | 順位    | ポイント | 順位  | ポイント |
| ---- | ------- | -------- | ------- | -------- | ----- | -------- |
| 2007 | 3       | 26       | 不明    | 6        | 6     | 32       |
| 2008 | 1       | 90       | 1       | 45       | 1     | 135      |
| 2009 | 3       | 65       | 6       | 25       | 4     | 90       |
| 2010 | 1       | 1014     | 3       | 299      | 1     | 1385     |
| 2011 | 1       | 796      | 8       | 114      | 1     | 976      |

##### JAPAN
| STAGE          | STAGE          | 結果        | ポイント    | 賞金       |
| -------------- | -------------- | ----------- | ----------- | ---------- |
| 0              | 東京           | ラスト16    | -           | \100,000   |
| 1              | 宮城           | ラスト32    | 10          | \0         |
| 2              | 新潟           | 準々決勝    | 19          | \150,000   |
| 3              | 愛知           | ラスト32    | 10          | \0         |
| 4              | 東京           | 準々決勝    | 19          | \150,000   |
| 5              | 北海道         | 準々決勝    | 19          | \150,000   |
| 6              | 愛知           | ラスト32    | 10          | \0         |
| 7              | 高知           | ラスト64    | 7           | \0         |
| 8              | 福岡           | 準決勝      | 25          | \300,000   |
| 9              | 兵庫           | 優勝        | 40          | \1,200,000 |
| 10             | 北海道         | 優勝        | 40          | \1,200,000 |
| 11             | 山形           | 準優勝      | 32          | \600,000   |
| 12             | 広島           | 準優勝      | 32          | \600,000   |
| 13             | 千葉           | ラスト32    | 10          | \0         |
| 14             | 兵庫           | ラスト16    | 14          | \100,000   |
| 15             | 熊本           | 優勝        | 40          | \1,200,000 |
| 16             | 神奈川         |             |             | \          |
| 17             | 京都           |             |             | \          |
| 18             | 岡山           |             |             | \          |
| 年間ランキング | 年間ランキング | 2位（暫定） | 327（暫定） | \          |

## 参照・脚注
1. ↑  “【訃報】橋本守容プロ　ご逝去のお知らせ”. 家ダーツ.com. (2017年3月14日)
2. 1 2 3  Morihiro Hashimoto Player Profile Darts Database
3. ↑  2009 PDC World Japan Qualifying Event Results Darts Database
4. ↑  2010 PDC World Japan Qualifying Event Results Darts Database
5. ↑  Flashy start for Dudbridge Sky Sports
6. ↑  2011 PDC World Japan Qualifying Event Results Darts Database
7. ↑  2012 PDC World Japan Qualifying Event Results Darts Database
8. ↑  World Championship – Night Three (2011)  Professional Darts Corporation
9. ↑  Cash Converters World Cup RD1 Professional Darts Corporation
10. ↑  BULLSHOOTER CHICAGO ブルシュータージャパン
11. ↑  2011年度 RANKING THE WORLD
12. ↑  2012年度 RANKING THE WORLD
13. ↑  DARTSLIVEプロ/エリアプロ DARTSLIVE
14. ↑  PERFECT vs D-CROWN プロソフトダーツ団体対抗戦 PERFECT
15. ↑  日本人有名プレイヤーが続々DARTSLIVE OFFICIAL PLAYERに！ DARTSLIVE
16. ↑  2007年ランキング D-CROWN
17. ↑  2008年ランキング D-CROWN
18. ↑  2009年ランキング D-CROWN
19. ↑  2010年ランキング D-CROWN
20. ↑  2011年ランキング D-CROWN
21. ↑  ランキング JAPAN SOFT DARTS PROFESSINAL TOUR JAPAN
22. ↑  大会概要 SOFT DARTS PROFESSINAL TOUR JAPAN
23. ↑  JAPAN16 選考会 SOFT DARTS PROFESSINAL TOUR JAPAN